# Auguste Stoeber
Pour les articles homonymes, voir Stoeber.
Auguste Stoeber, ou August Stöber, né à Strasbourg le 9 juillet 1808 et mort à Mulhouse le 19 mars 1884 , est un poète et folkloriste alsacien, également théologien protestant, archéologue et historien.

## Biographie

### Jeunesse
Il est le fils du poète Ehrenfried Stoeber et de Dorothée Kuss, et le frère d'Adolphe Stoeber, également poète. Alors que ses fils poursuivent de brillantes études au Gymnase protestant, Ehrenfried, soucieux de l'avenir littéraire de ses fils, commença à leur faire un cours particulier régulier de littérature allemande. De cette époque datent leurs premières publications. Le 24 août 1826, Auguste Stoeber remporta au Gymnase protestant le premier prix de poésie allemande avec un long poème intitulé Die Ernte ("la moisson").
Dès 1827, Auguste étudie les lettres et la théologie à la Faculté de théologie protestante de Strasbourg et soutient en 1833 une thèse de baccalauréat en théologie intitulée Essai historique et littéraire sur la vie et les sermons de Jean Geiler de Kaisersberg en 1834 sous la direction du professeur Édouard Reuss. Ses études furent un peu longues à conclure en raison de la diversité de ses intérêts : outre une forte activité littéraire comme poète et participant à ce titre à plusieurs associations, dont il est parfois l'organisateur, il est en outre engagé en politique du côté libéral comme nombre d'universitaires strasbourgeois, et les troubles de 1830, qui culminent avec la Révolution de juillet 1830, le détournent un temps de ses études. Dans son enthousiasme, il publie un petit  volume  allemand  intitulé : Histoire  de  la  Révolution  de juillet. À ces occupations littéraires et à cette agitation politique s'ajoutent ses devoirs de garde national ! Il trouve cependant encore le temps de collaborer à des journaux, entre autres au Morgenblatt de Stuttgart, dirigé par le poète Gustav Schwab, dont il était devenu l'ami. En 1831, il publia dans la Morgenzeitung un travail sur l'ami et rival de Goethe, le poète 
Lenz, très bonne ébauche de l'excellente monographie qu'il publia sur le même sujet en 1842.

### Premières années à Oberbronn et Bouxwiller
Son père ayant à cette époque des soucis financiers, Auguste dut aussi pourvoir à sa propre existence. Son  frère  Adolphe qui avait pour les mêmes raisons pris un emploi de précepteur à Metz, l'encouragea  à faire comme lui et Auguste devint précepteur à Oberbronn, dans une famille apparentée. En attendant un premier poste pastoral, il commença à desservir la paroisse d'Oberbronn en qualité de vicaire, sans renoncer à son poste de précepteur. Deux ans plus tard, il se chargea en outre de la cure du village voisin de Rothbach.
C'est à Oberbronn, où il avait ses parents (son père décéda en 1835 mais sa mère vécut jusqu'en 1846), qu'Auguste Stoeber, profitant de ses moindres loisirs pour randonner et se laisser inspirer de nouveaux poèmes par l'observation de la nature, commença son œuvre de collecte, de la bouche des personnes rencontrées - notables, simples passants ou même enfants, des légendes, proverbes et dictons populaires. Notant méticuleusement les particularités du langage et  les  expressions  qui  le  frappaient, il devint un expert des différents dialectes alsaciens. Il publie ainsi en 1836 avec la collaboration de son frère Adolphe les Alsabilder ("Alsa-images") qui contiennent une série de légendes mises en vers. Cette publication place les deux frères dans le mouvement romantique dit "souabe" dont le chef de file est alors le poète allemand Ludwig Uhland.
Quittant le métier de pasteur, Auguste Stoeber devient enseignant fin 1837 lorsqu'il est nommé tout à la fois directeur de l'école supérieure des filles de Bouxwiller, professeur de langue et de littérature allemandes au collège du même lieu (où son oncle maternel Jean-Frédéric Kuss est principal) et inspecteur  délégué du canton de Bouxwiller. Son frère Adolphe lui succède à Oberbronn comme vicaire et auprès de leur mère. Tout en accomplissant cette triple tâche avec zèle, il compose ses plus beaux vers et fonde en 1838, avec quelques amis, sa première feuille périodique, L'Erwinia, qui se voulait l'organe des Alsaciens écrivant en langue allemande, et qui ne dura qu'un peu plus d'un an.

### Carrière à Mulhouse
En 1841, il accepte le poste de professeur de troisième au collège de Mulhouse qui lui est proposé par le maire André Koechlin. Il accepte d'autant plus facilement que son frère et sa mère sont eux-mêmes venus s'installer à Mulhouse deux ans plus tôt. Il peut toutefois échanger cette chaire avec celle plus modeste de professeur de sixième afin de d'accorder plus de temps de recherche et d'écriture. L'année 1842 est féconde en publications : l’Elsässisches Sagenbuch, le Volksbüchlein, le recueil Gedichte, et la monographie Der Dichter Lenz und Friederike von Sessenheim paraissent.
De cette période date ses derniers engagements politiques : dans les années 1840, il traduisit en allemand les fameux cours d'Edgar Quinet et de Michelet afin d'éclairer ses compatriotes sur les enjeux du moment, notamment la question des jésuites. Il devint l'un des rédacteurs de la feuille démocratique der Freiheitsbaum ("l'arbre de la liberté"). Cette publication prit fin lors de l'avènement du Second Empire, avènement qui dégoûta profondément Stoeber de la politique. Il fut l'un des deux seuls professeurs du collège de Mulhouse qui s'opposèrent à la volonté exprimée par la circulaire préfectorale de décembre 1851 et refusèrent de donner leur adhésion au coup d’État.
Il avait fait la connaissance personnelle des frères Grimm en 1846 lors d'un congrès de philologues allemands à Francfort. Cette rencontre eut une influence considérable sur lui. Il étudia avec ardeur les ouvrages des frères Grimm sur la mythologie allemande, projetant de publier bientôt, selon les mêmes principes scientifiques, un recueil en prose aussi complet que possible, des légendes alsaciennes. Ce recueil, dédié à Jacob Grimm, parut en 1852, sous le titre Der Sagenbuch des Elsasses ("Le livre des contes de l'Alsace"). Ce travail très important fut édité en 1851 en allemand, en écriture gothique, puis fut complété pour une édition posthume en 1892-1896. Il refuse à cette époque (1847) le poste de directeur du collège de Bouxwiller puis, en 1852, un poste de professeur au Realgymnasium de Bâle afin de poursuivre sa mission de folkloriste et d'historien de l'Alsace.
À partir de 1857, il est bibliothécaire adjoint, puis très vite conservateur de la bibliothèque municipale de Mulhouse (1861). Il le reste jusqu'en 1882 soit un an avant sa mort. Dès 1858, il élabore le projet d'un musée historique, fondé en 1863 avec l'appui de Frédéric Engel-Dollfus et de la Société industrielle de Mulhouse, et, en tant que conservateur, il en assure la direction jusqu'à sa mort. La bibliothèque centrale de Mulhouse dispose toujours d'un fonds Stoeber très important (correspondance, Eugenia-Protokoll...). Il est dès lors davantage historien que poète. On  retrouve bon nombre de ses articles dans la "Revue d'Alsace" et dans le "Bulletin du Musée Historique". Il est co-auteur du "Dictionnaire Biographique d'Alsace", et il participe également à la rédaction du "Elsässisches Samstagblatt" (un hebdomadaire paraissant  le  samedi) et de la Mulhauser Zeitung" (journal de Mulhouse). En même temps, il échangeait une correspondance très importante avec les nombreuses personnalités scientifiques et littéraires de l'époque.

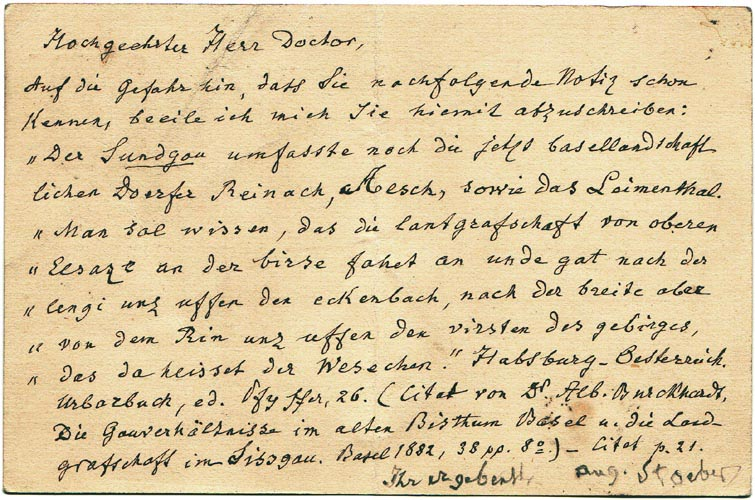
Carte autographe d'Auguste Stoeber

Il participe néanmoins aux enquêtes lancées par Jakob et Willhelm Grimm pour l’élaboration de leur "Deutsches Wörterbuch". Ses collectes lexicales constitueront la base du "Dictionnaire des parlers alsaciens" ("Wörterbuch der elsässischen Mundarten") de Martin et Lienhardt.
Enfin, entre 1838 et sa mort, il fonde, seul ou en collaboration avec son frère Adolphe ou ses amis, plusieurs revues littéraires : Erwinia (1838-1839), Elsäßische Neujahrsblätter (1843-1848) et Alsatia (1851), qu'il dirige jusqu'à sa mort. Il publie aussi des plaquettes où il fait connaître certaines des traditions populaires qu'il a collectées.

### Fin de vie
En 1873, Stoeber, alors âgé de 65 ans et de plus en plus fatigué, demanda sa mise à la retraite comme professeur au Collège de Mulhouse.
Il resta bibliothécaire de la ville de Mulhouse jusqu'en 1882 ; en reconnaissance des services rendus, il fut alors nommé bibliothécaire honoraire.

## Distinctions
- Officier d'académie sur proposition du ministre  de  l'instruction  publique, M.  Duruy (1865)
- Docteur en philosophie honoris causa de l'Université  de  Strasbourg (1878), à  l'occasion  de  son  70ème anniversaire.
- Il était en outre membre honoraire ou correspondant de différentes sociétés savantes, entre autres de la Historische und antiquarische Gesellschaft de Bâle, du Gelehrtenverein des germanischen Museum de Nuremberg, et maître du Freies deutsches Hochstift des Goetschen Vaterhauses de Francfort-sur-le-Main[1].

## Ethnologue et linguiste
À côté de son activité professionnelle, Auguste Stoeber a exercé une très importante activité d'ethnographe amateur en collectant de nombreuses légendes traditionnelles auprès des habitants de l'Alsace et dans les anciennes chroniques manuscrites ou imprimées. Cette collecte massive du fonds culturel populaire lui permet de répertorier au cours de ses randonnées à travers l'Alsace les inscriptions, expressions dialectales, dictons, proverbes et légendes. Il fit ce véritable inventaire du fonds culturel populaire alsacien d'abord seul puis avec la collaboration de plusieurs informateurs et correspondants, par exemple Auguste Lamey, Friedrich Otte (pseudonyme de Georges Zetter), J. Georges Stoffel, Louis Schneegans (archiviste à Strasbourg). Il a aussi abondamment exploité les anciennes chroniques, en particulier celles de Jakob Twinger, dit de Königshoffen (XVe siècle), de Bernhard Hertzog et de Jean-Daniel Specklin (Strasbourg, XVIe siècle) ou celle des Dominicains de Guebwiller, composée au début du XVIIIe siècle par Séraphin Dietler.
Après le décès de Stoeber, Paul Stintzi a poursuivi la collecte de traditions populaires, tout en rééditant les textes de Stoeber. Surtout dans ses deux premières éditions (1929), Stintzi a proposé des légendes encore inédites et de bonne qualité sur le fond, mais de bien moindre intérêt aux points de vue stylistique et littéraire.
Comme les frères Grimm, mais à l'échelle de la seule Alsace, Auguste Stoeber a donc été un ethnologue et un linguiste majeur. 

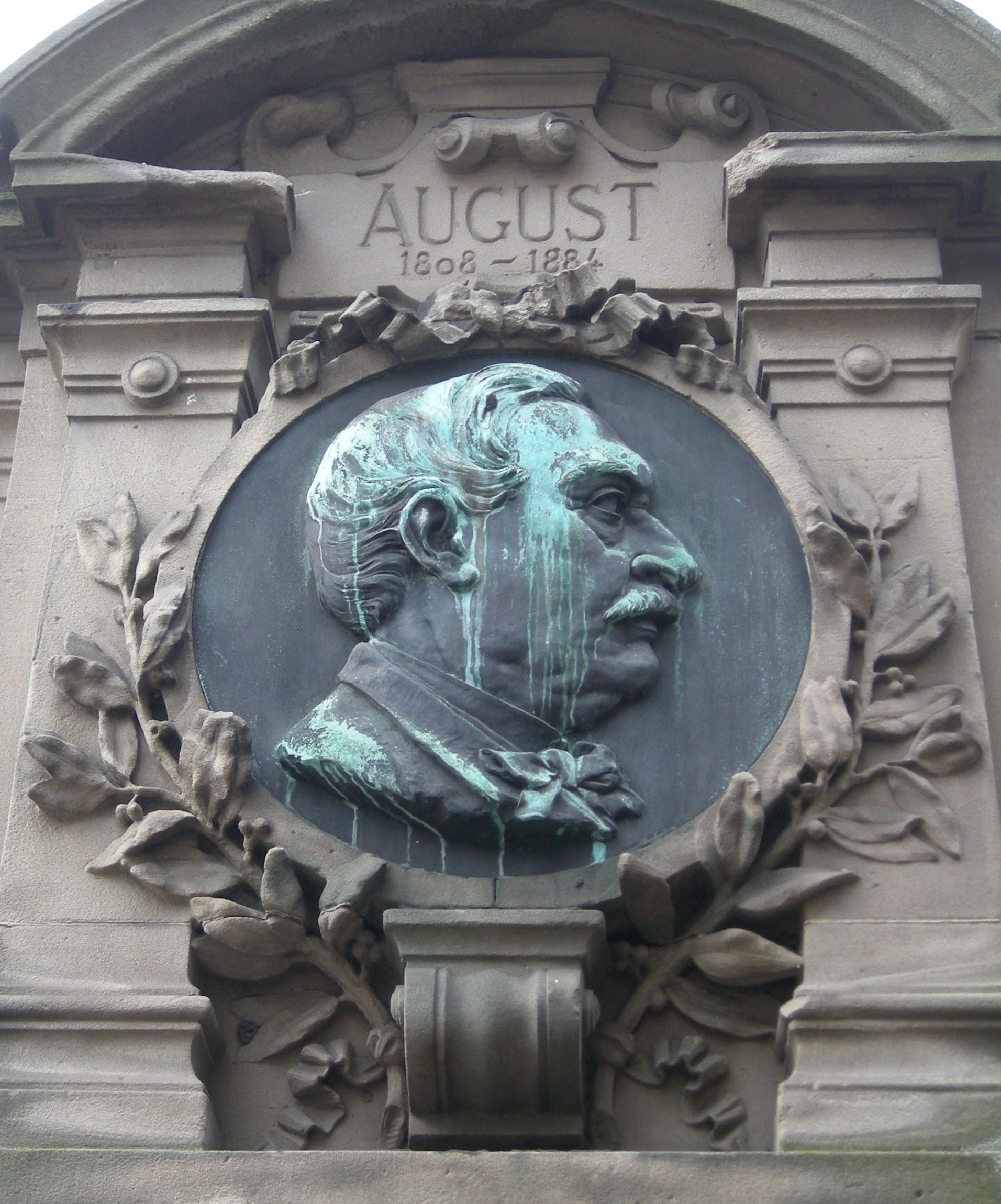
Médaillon sur le monument à la mémoire de la famille Stoeber (Strasbourg)

## Œuvres
- 1822 : D'Gschicht vum Milhüser un Basler Sprichwort : D'r Fürsteberger vergesse.
- 1825 : Alsatisches Vergißmeinnicht.
- 1836 : Alsabilder.
- 1842 : Elsässisches Volksbüchlein.
- 1852 : Der Sagen des Elsass.
- 1868 : E Firobe im e Sundgauer Wirtshüs.
- 2008 : Mille ans d'histoires, de légendes et de traditions orales d'Alsace, traduction des Légendes d’Alsace par Michel Stoeber, arrière-petit-neveu d'Auguste.
- Auguste Stoeber, Légendes d'Alsace, traduction de Paul Desfeuilles, édition scientifique Françoise Morvan, Rennes, éd. Ouest-France, 2010, 410 p.  (ISBN 978-2-7373-4850-1).

## Hommages
À Strasbourg, une fontaine monumentale ornée de médaillons a été érigée à la mémoire de la famille Stoeber, sur la place du Vieux-Marché-aux-Vins aussi appelée s'Stoewerplätzel.

## Revendication pangermaniste
En tant que poète en langue allemande et en dialecte, Auguste Stoeber tout comme son père et son frère, a fait l'objet de tentatives d'instrumentalisation par les autorités allemandes cherchant à renforcer l'assimilation de l'Alsace à l'Allemagne :
- L'inauguration de la Fontaine Stoeber le 22 mai 1898, financée par une vaste souscription publique, est sans aucun doute un grand moment de propagande ;
- La publication en 1943 d'un livre évoquant "les frères Stoeber, pionniers de la culture populaire germanique en Alsace au XIXe siècle" en est une autre (Karl Walter, Die Brüder Stoeber. Zwei Vorkämpfer für das deutsche Volkstum im Elsaß des 19. Jahrhunderts, Colmar, 1943).

L'attachement à la France d'Ehrenfried Stoeber était pourtant sans ambigüité. Il aimait à citer ce quatrain de sa composition : "Ma lyre est allemande; elle retentit de chants germains, mais mon épée est française et fidèle au coq gaulois. Qu'au-delà du Rhin et au-delà des Vosges puisse résonner mon cri : L'Alsace est mon pays; c'est pour elle que bat mon cœur ! " (Meine Leier ist deutsch; sie klinget von deutschen Gesängen; — liebend den gallischen Hahn, treu ist, französisch mein Schwert. — Mag es über den Rhein und über den Wasgau ertönen : — "Elsass" heisset mein Land, "Elsass" dir pochet mein Herz.). Auguste Stoeber exprime surtout une vision régionaliste soucieuse de paix, par exemple dans ce passage de son poème Der Wasgau zum Schwarzwald ("Des Vosges à la Forêt noire") : "Au milieu bruisse le vieux Rhin, qui dit "vous devez être frères (...)",. Seul son frère Adolphe Stoeber laisse percer un sentiment germanophile, par exemple dans son poème Preis der deutschen Sprache ("Louange de la langue allemande"),.